# 姚錦成
姚錦成（よう きんせい、Salom Yiu Kam Shing, サロム・ユ・カム・シン, 1988年2月4日–）は、香港のラグビーユニオン選手。ヴァリーフォートRFCに所属し、7人制ラグビー男子香港代表およびラグビー香港代表に参加。

## 経歴
香港セブンズをスタンド観戦したことを機にラグビーのキャリアを開始、その後スポーツに関する詳細な研究を実施。2009年東アジア競技大会にて7人制ラグビー香港代表の選手に選出され、7人制香港代表は2009年東アジア競技大会と2010年アジア競技大会で銀メダルを獲得。決勝はいずれも日本に敗退した。2013年4月、香港体育学院が管轄する競技団体として7人制ラグビーが承認を受けると、姚錦成は7人制専任のプロ選手となった。